# Journal of Operator Theory
Journal of Operator Theory is een internationaal, aan collegiale toetsing onderworpen wetenschappelijk tijdschrift op het gebied van de operatorentheorie.
De naam wordt in literatuurverwijzingen meestal afgekort tot J. Operat. Theor.
Het is opgericht in 1979 en wordt uitgegeven door de in Boekarest gevestigde Theta foundation in samenwerking met de Roemeense Academie. De distributie wordt verzorgd door de American Mathematical Society.
Het tijdschrift publiceert voornamelijk in het Engels, maar accepteert ook Franstalige en Duitstalige manuscripten.